# وایت سوالو
وایت سوالو (به انگلیسی: White Swallow) یک کشتی تندروی ساخته‌شده در سال ۱۸۵۳ است.